# Provincia de Parinacota
La provincia de Parinacota es una provincia de Chile, que desde el 8 de octubre de 2007, pertenece a la región de Arica y Parinacota, siendo una de las dos en las que está dividida la región. Limita al norte con la provincia de Tacna perteneciente al departamento de Tacna, en el Perú; al sur con la provincia del Tamarugal en la región de Tarapacá; al este con los departamentos de La Paz y Oruro, en Bolivia; y al oeste con la provincia de Arica.

## Historia
La provincia es creada en el año 1979 como una escisión de la provincia de Arica que era parte de la Región de Tarapacá.
El 8 de octubre de 2007, entró en vigor la ley N.° 20.175, promulgada el 23 de marzo de 2007 por la presidenta Michelle Bachelet en la ciudad de Arica, que creó la región de Arica y Parinacota.

## Autoridades
Las autoridades son nombradas directamente por el Presidente de la República y se mantienen en su cargo mientras cuenten con su confianza.

### Gobernadores provinciales (1981-2021)

Logotipo de la Gobernación de Parinacota hasta 2021.

Los siguientes fueron los gobernadores provinciales de Parinacota:
| Gobernador(a)               | Partido | Partido | Inicio                  | Final                   | Presidente(a) | Presidente(a)           |
| --------------------------- | ------- | ------- | ----------------------- | ----------------------- | ------------- | ----------------------- |
| Raúl Iturriaga Neumann      |         | Militar | febrero de 1981         | febrero de 1984         |               | Augusto Pinochet        |
| Máximo Cayo Villarroel      |         | PDC     | 11 de marzo de 1990     | 11 de marzo de 1994     |               | Patricio Aylwin         |
| Miguel Saavedra Palma       |         | PDC     | 11 de marzo de 1994     | 11 de marzo de 2000     |               | Eduardo Frei Ruíz-Tagle |
| Filidor Yucra Gutiérrez     |         | PPD     | 11 de marzo de 2000     | 31 de julio de 2000     |               | Ricardo Lagos           |
| Isidro Vásquez Mazuelos     |         | PPD     | 1 de agosto de 2000     | 11 de marzo de 2006     |               | Ricardo Lagos           |
| María Isabel Marceló Mariño |         | PDC     | 11 de marzo de 2006     | 10 de octubre de 2009   |               | Michelle Bachelet       |
| Luis Pinto Colque           |         | Ind.    | 10 de octubre de 2009   | 11 de marzo de 2010     |               | Michelle Bachelet       |
| Enrique Gaspar Ramos        |         | Ind.    | 17 de marzo de 2010     | 10 de agosto de 2011    |               | Sebastián Piñera        |
| Patricio López Berríos      |         | RN      | 11 de agosto de 2011    | 6 de agosto de 2012     |               | Sebastián Piñera        |
| Odlanier Véliz Mena         |         | RN      | 6 de agosto de 2012     | 11 de marzo de 2014     |               | Sebastián Piñera        |
| Roberto Mauricio Lau Suárez |         | PPD     | 11 de marzo de 2014     | 11 de marzo de 2018     |               | Michelle Bachelet       |
| Marcelo Zara Pizarro        |         | Evópoli | 11 de marzo de 2018     | 4 de septiembre de 2019 |               | Sebastián Piñera        |
| Mario Salgado Ibarra        |         | Evópoli | 4 de septiembre de 2019 | 14 de julio de 2021     |               | Sebastián Piñera        |

### Delegados Presidenciales Provinciales (Desde 2021)

Logotipo de la Delegación Presidencial Provincial de Parinacota desde 2021.

Nuevo cargo que reemplaza la figura de Gobernador Provincial.
| Delegado(a)               | Partido | Partido | Inicio                  | Final                   | Presidente(a) | Presidente(a)    |
| ------------------------- | ------- | ------- | ----------------------- | ----------------------- | ------------- | ---------------- |
| Mario Salgado Ibarra      |         | Evópoli | 14 de julio de 2021     | 11 de marzo de 2022     |               | Sebastián Piñera |
| Wagner Sanhueza Guzmán    |         | PPD     | 11 de marzo de 2022     | 2 de diciembre de 2023  |               | Gabriel Boric    |
| José Aruquipa Flores      |         | PPD     | 2 de diciembre de 2023  | 10 de diciembre de 2024 |               | Gabriel Boric    |
| José Miguel Huanca Mamani |         | FA      | 10 de diciembre de 2024 | En el cargo             |               | Gabriel Boric    |

## Geografía

### Demografía
Demografía de la Provincia de Parinacota:
| Población total | Población urbana | Porcentaje urbanismo | Población rural | Porcentaje ruralidad | Población femenina | Población masculina |
| --------------- | ---------------- | -------------------- | --------------- | -------------------- | ------------------ | ------------------- |
| 3.156           | 1.235            | 39,1%                | 1.921           | 60,9%                | 1050               | 2.106               |

## Economía
En 2018, la cantidad de empresas registradas en la provincia de Parinacota fue de 19. El Índice de Complejidad Económica (ECI) en el mismo año fue de -1,77, mientras que las actividades económicas con mayor índice de Ventaja Comparativa Revelada (RCA) fueron Centros de Madres, Unidades Vecinales y Comunales (20782,96), Otras Actividades de Edición (152,75) y Hoteles (86,14).